# Sune Johansson (socialdemokrat)
Sune Görgen Johansson, född 14 augusti 1933 i Arvika, död där 9 november 2020, var en svensk socialdemokratisk politiker.
Sune Johansson växte upp i Arvika och började, efter verkstadsutbildning i Göteborg, som svetsare på Thermiaverken. Han blev ombudsman för Svenska metallindustriarbetareförbundet i Arvika 1963. Johansson valdes in i Arvikas stadsfullmäktige 1966 och var riksdagsledamot 1976–1982.
Johansson utsågs 1987 till vd för HSB Centrala Värmland. Under hans tid som vd engagerade sig HSB i byggandet av Branäs skidanläggning.